# Ongandjera
Ongandjera är ett distrikt i regionen Omusati i norra Namibia.
Ongandjeras centralort Okahao domineras sedan lång tid av Ongandjera Hospital samt de två gymnasieskolorna Shaanika Nashilongo Senior Secondary School och Etalaleko Secondary School. Där finns också polisstation och postkontor. Som distriktscentrum hyser orten ett lantbruksutvecklingscentrum och utbildningsministeriets kretsinspektorskontor. Centerns ungdomsförbund i Sverige har under uppbyggnadsfasen sedan 1993 stött en lantbruksskola på orten.
Okahao är med asfalterad väg förbunden med Oshakati, har elnät, ett vattenverk som sköter distribution av vatten från Angola och mobiltelefontäckning. Det finns även ett fast telefonnät med flera solcellsdrivna telefonautomater.
Högstadieskolan Nangombe Senior Secondary School verkar i Okahao, och inom en mils radie därifrån finns ytterligare ett halvdussin högstadieskolor och något fler lågstadieskolor. Bland de kliniker som verkar i Ongandjera märks Indira Gandhi Solidarity Hospital, byggt med indiskt bistånd.
Från Ongandjera stammar Namibias förre president Sam Nujoma, liksom Ben Ulenga, som är ledare för det politiska partiet Congress of Democrats. 
De sydligaste delarna av distriktet ligger i väglöst land intill Etoshas saltöken. Där är tillgången till utbildning och hälsovård bristfällig.